# Manahari
Manahari (nepalski: मनहरी) – gaun wikas samiti w środkowej części Nepalu w strefie Narajani w dystrykcie Makwanpur. Według nepalskiego spisu powszechnego z 2001 roku liczył on 2620 gospodarstw domowych i 13835 mieszkańców (6849 kobiet i 6986 mężczyzn).